# St. Lambertus (Kalterherberg)

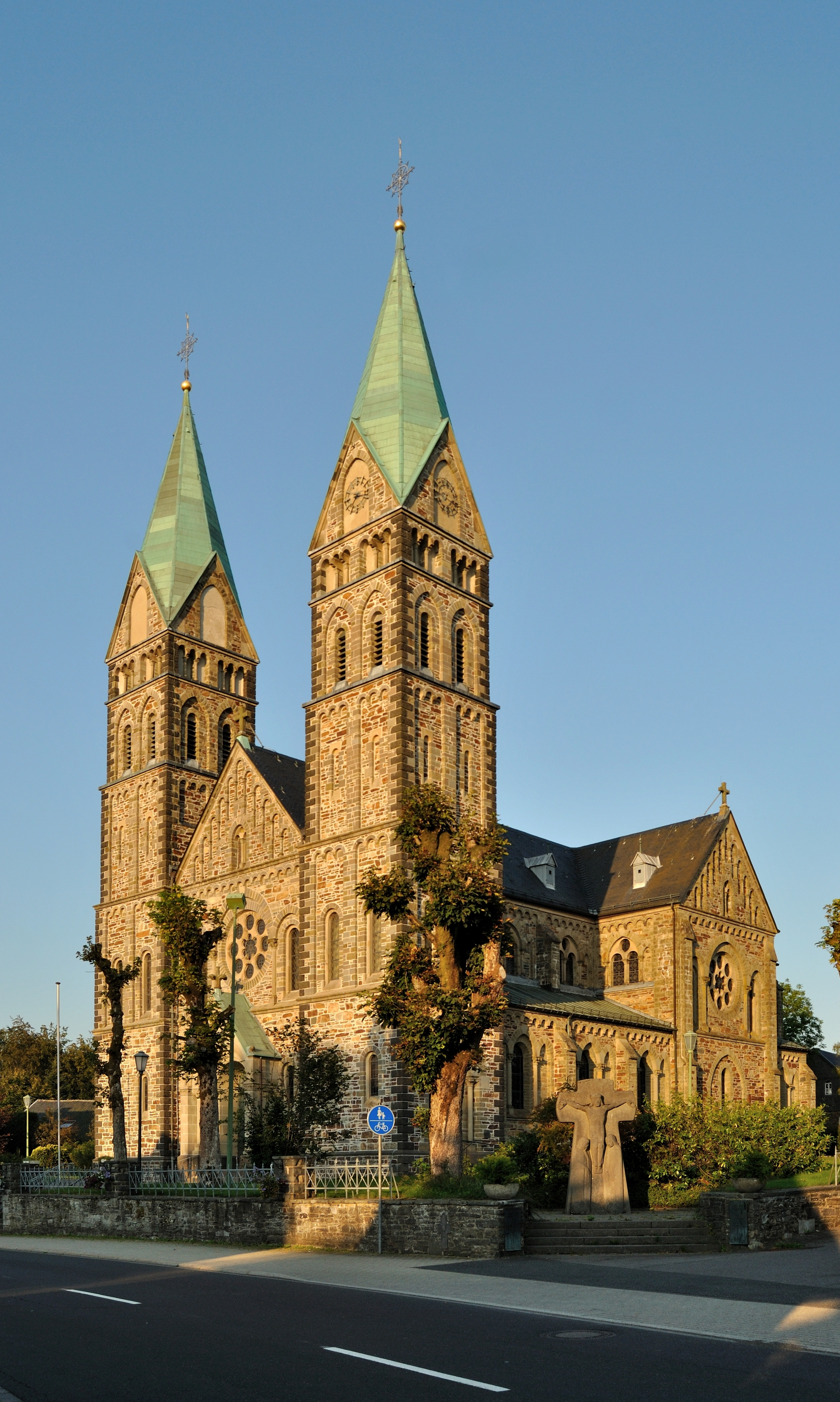
St. Lambertus am Abend (2011)

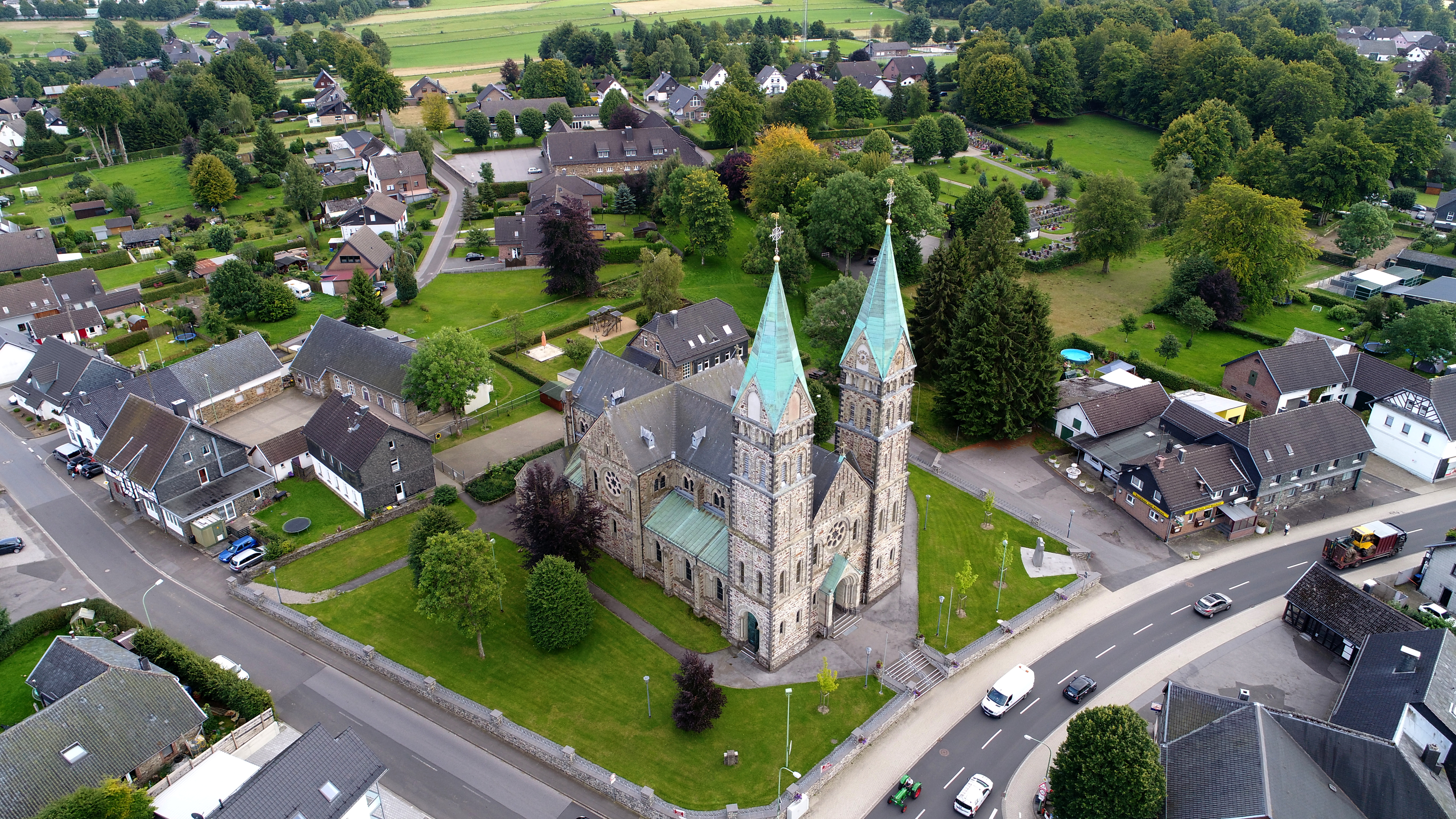
St. Lambertus (Kalterherberg) aus der Vogelperspektive (2017)

St. Lambertus ist die römisch-katholische Pfarrkirche  des Monschauer Stadtteils Kalterherberg, sie wurde benannt nach dem ersten einheimischen Bischof Lambert von Lüttich und wird als eine von mehreren Kirchen auch als Eifeldom bezeichnet. Die Kirche ist als Baudenkmal geschützt.

## Vorgeschichte

### Entwicklung der Pfarre
Als Teil der Pfarre Konzen existierte nach einem Visitationsbericht von 1550 eine Kapelle, die vom örtlichen Prämonstratenserkloster Reichenstein betreut wurde. Der schrittweise Ausbau zur eigenständigen Pfarre erfolgte 1687 mit der Erlangung des Taufrechts und der Anstellung eines Weltgeistlichen sowie 1753 mit dem Recht zur Feier des Ehesakraments in der Kalterherberger Kapelle. Bei der Organisation des ersten Bistums Aachen durch Bischof Marc-Antoine Berdolet wurde Kalterherberg 1804 zur selbständigen Pfarre im Kanton Monschau abgepfarrt, welche im Zuge der Industrialisierung der Monschauer Textilindustrie weiter kräftig wuchs. Im Jahre 2007 wurden die katholischen Pfarrgemeinden von Kalterherberg, Monschau, Imgenbroich, Höfen, Konzen, Mützenich und Rohren zur Gemeinschaft der Gemeinden (GdG) Monschau zusammengefasst.
Zur Pfarre zählt unter anderen auch die Gebetsstätte Theißbaum an der heute unter Naturdenkmal stehenden Stieleiche, zu der in früheren Jahren die jährliche Fronleichnamsprozession hinpilgerte.

### Vorgängerbauten
Die erste Kapelle wurde 1693 durch einen Turm vergrößert, 1767 wurde ein neues Langschiff mit den Maßen 10 mal 19 Metern gebaut, im folgenden Jahr brach man Sakristei und Chor ab und ersetzte sie durch eine größere Sakristei und einen Chor mit halbrunder Apsis.

## Kirchenbau

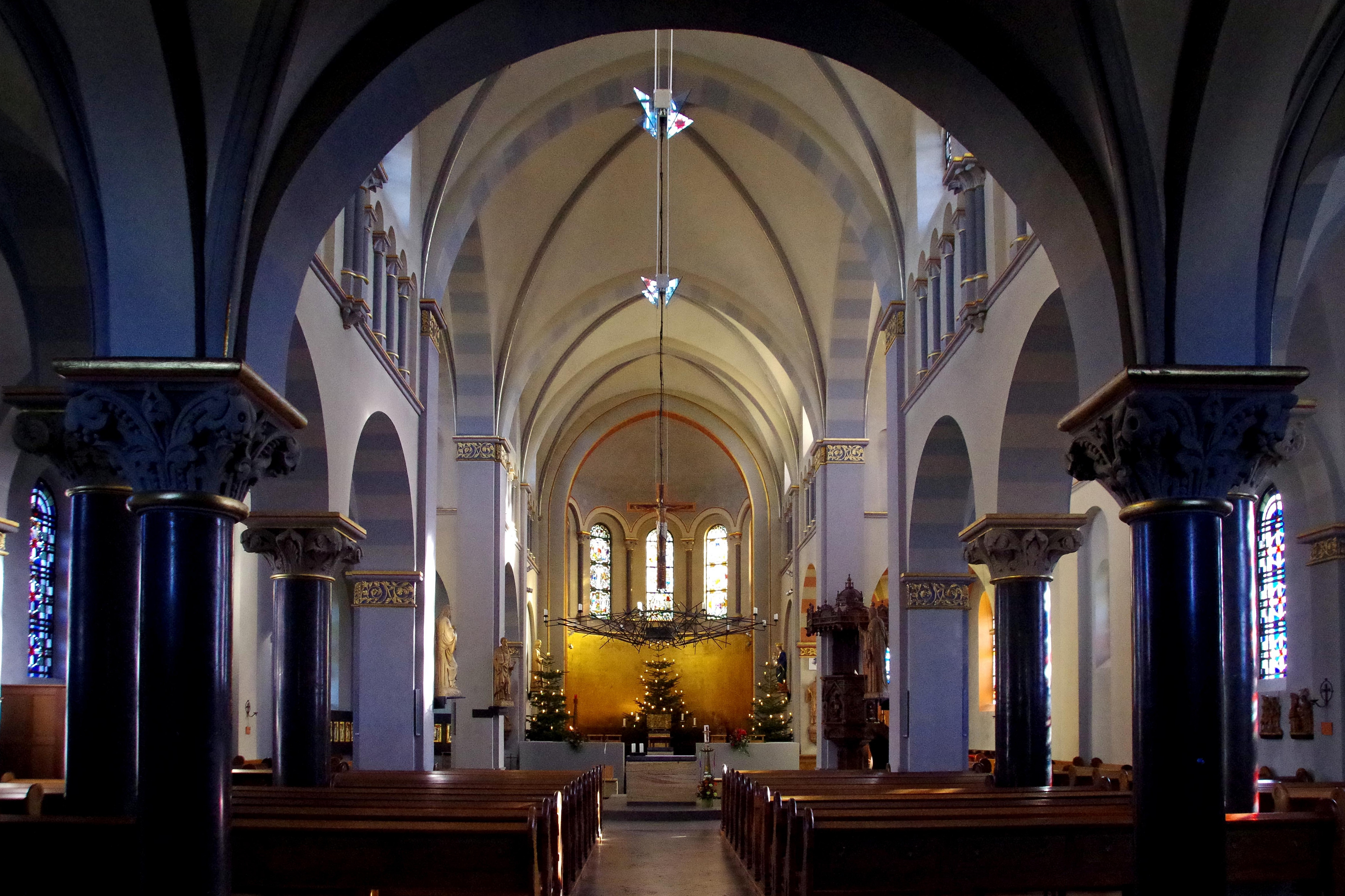
Innenraum nach Osten

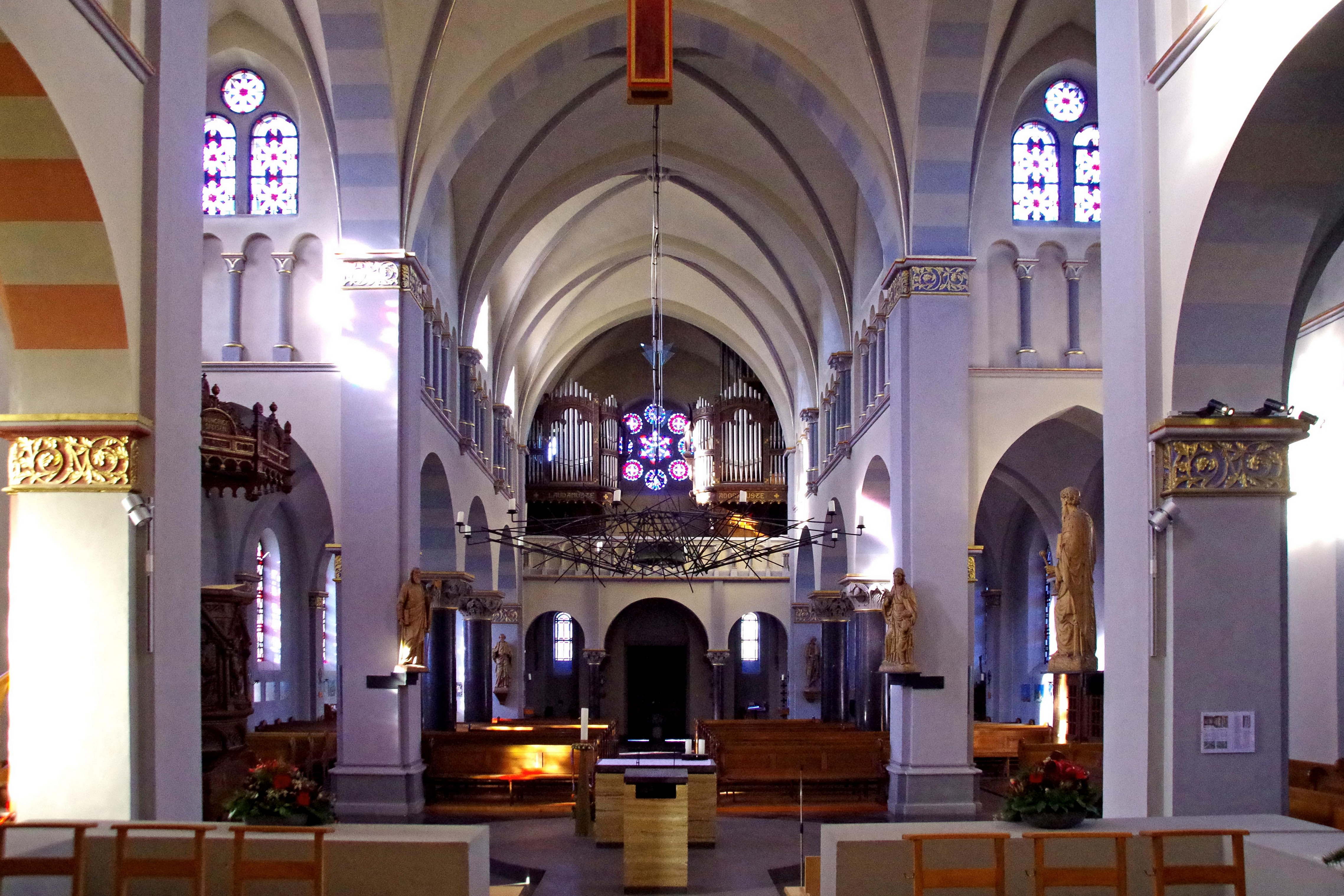
Innenraum nach Westen

Durch das Wachstum der Gemeinde auf ca. 1100 Mitglieder reichte die Kirche nicht mehr aus. Im Jahre 1866 wurde durch Pfarrer Hermkes (in Kalterherberg 1862–69) ein Fonds zum Neubau der Kirche eingerichtet. Nach dreißig Jahren konnte 1897 unter dem nachfolgenden Pfarrer Gerhard Arnoldy (1869–1914) mit dem Bau des neuromanischen Eifeldoms begonnen werden. Der Neubau der dreischiffigen Basilika mit einer 42 Meter hohen Doppelturmfassade sollte entsprechend einem Kostenvoranschlag rund 112.600 Mark kosten. Im Baufonds befanden sich 1898 insgesamt 92.000 Mark. Der noch aufzubringende Rest wurde durch eine Hauskollekte ungefähr getilgt. Gebaut wurde der Dom vom Bauunternehmer Dohmen aus Heimbach nach den Plänen des Kölner Architekten Theodor Kremer. Die Bruchsteine des Baus wurden aus einem Steinbruch an der Richelsley geholt, dessen Nutzung durch die Zivilgemeinde unentgeltlich gestattet wurde.
Nach der Einsegnung am 6. Mai 1900 wurde die Kirche am 14. Juli 1901 durch den Kölner Weihbischof Anton Fischer geweiht.
1902 wurden im Dom das Missionskreuz angebracht sowie die fünf Rosenkranzfenster von der Firma Glasmalerei Oidtmann aus Linnich eingebaut, welche die heilige Familie zeigen. Die alte, zu kleine Kirche wurde abgerissen. 1903 wurde der Maria-Hilf-Altar durch die Geschwister Moll gestiftet, und der neue Kreuzweg in der Kirche wurde errichtet. In den folgenden Jahrzehnten erhielt die Kirche drei neue Glocken, eine neue Orgel aus der Werkstatt Breuer in Zülpich, ein neues Chorgestühl sowie eine Heizungsanlage. Unter Pastor Lambertz erfolgte die Ausmalung der Kirche durch August Degen jr. aus Mönchengladbach.
Die Kirche wurde zwischen 1954 und 1957 umfangreich renoviert. Dabei erhielt sie auch die zwei Leuchter, den Tabernakel und das kunstvolle Eingangsportal von Egino Weinert. Im Eingangsbereich befindet sich eine Statue des Stephan Horrichem (1607–1686), einem  Prior des ehemaligen Klosters Reichenstein. Nachdem 1994 der Kreuzweg gestohlen worden war, wurde 2020 eine Glasmosaik-Arbeit von Heribert Reul installiert, die in den 1960er Jahren für die 2005 abgerissene Kirche St. Antonius in Krefeld geschaffen worden war.